# Malatura

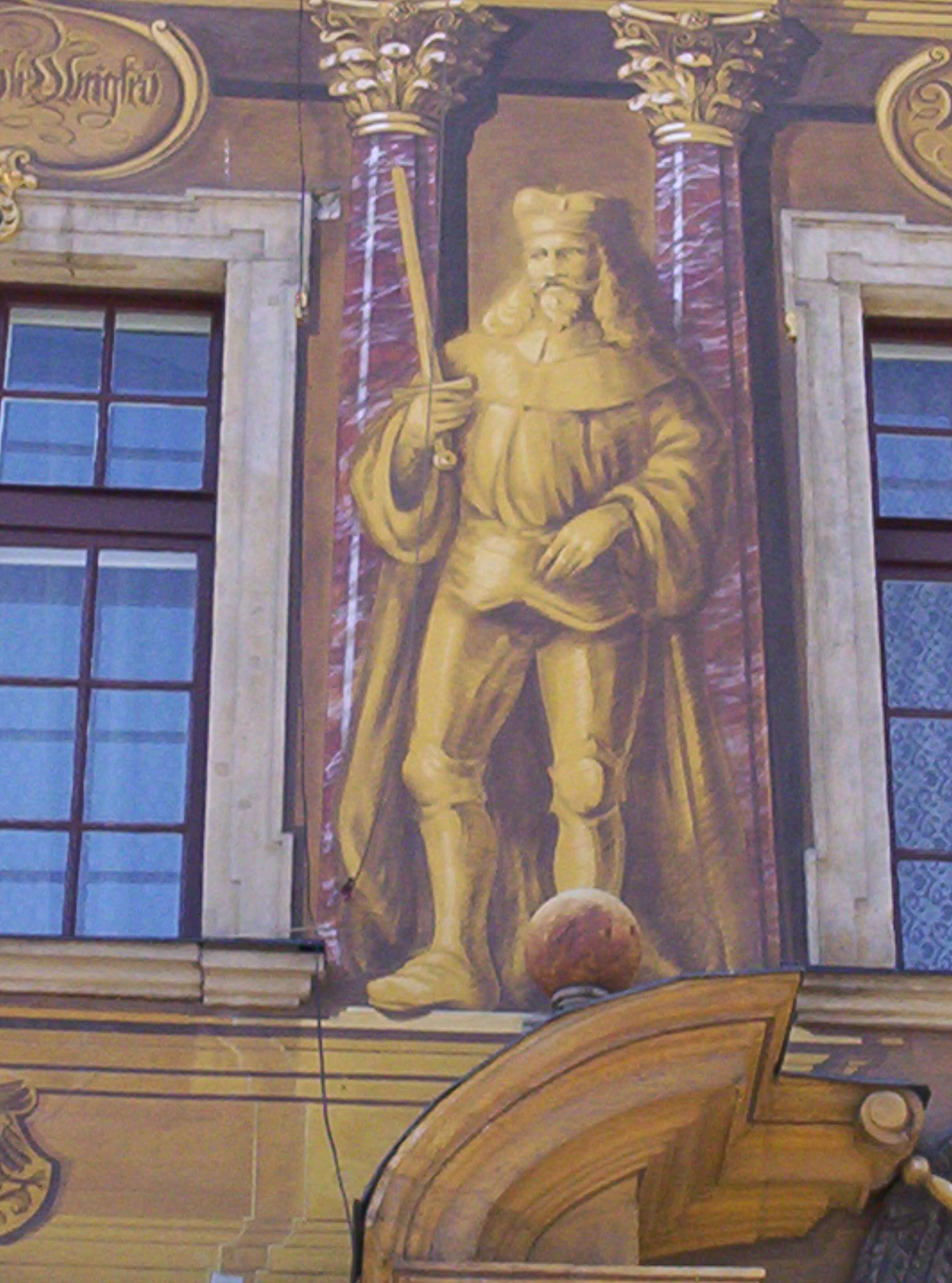
Malatura na Kamienicy Pod Siedmioma Elektorami

Malatura – część ornamentyki architektonicznej stanowiąca obraz malowany farbami, zwłaszcza na ścianie lub na drewnie, ale także na szkle (spotyka się także malatury podszkliwne). Malatury (malowidła) w architekturze najczęściej spotykane są w połączeniu z takimi technikami malarskimi jak fresk, graffiti, medalion, monochrom, polichromia, panneau, supraporta czy petroglify.
Malaturą określa się również sposób malowania pojazdów szynowych i statków powietrznych.